# Віктюк Роман Григорович
Рома́н Григо́рович Віктю́к (28 жовтня 1936, Львів — 17 листопада 2020, Москва) — радянський, український та російський театральний актор та режисер, народний артист України (2006), народний артист Росії (2009).
Роман Віктюк, постановник і виконавець ролей у величезній кількості вистав, переважно в театрах Москви, зокрема, й у театрі свого імені, був популярним та шанованим в Україні та Росії, був відомий оригінальністю, незаангажованістю в судженнях. Авторка статті «Епатаж» Олена Голуб, поданій в Енциклопедії сучасної України, відмічає його серед режисерів, які «шокують сміливими та неординарними постановками».

## Життєпис
Народився 28 жовтня 1936 року у Львові, що тоді перебував у складі Польської Республіки, в родині вчителів, Григорія (1906—1993) та Катерини (1906—1991) Віктюків.

### Дитинство
Найбільш відомою історію з дитинства Віктюка є оповідь про матусю, яка під час вагітності приходила до Львівської опери на «Травіату» Верді, під час виконання якої плід активно реагував і починав битися всередині, вириваючись якомога швидше народитися.
Дитинство пройшло у Львові, де мешкав разом із батьками мешкав у дворику, який з'єднує площу Ринок із вулицею Староєврейською. З дитячих спогадів — малий хлопець Роман прив'язує віники до рук, виліз на дерево у дворі, стрибає і кричить «Мамо, я лечу». Першою сценою майбутнього режисера й актора став львівський дворик.
Піонером став попри власне бажання. Зі шкільної сцени виконав весь патріотичний репертуар того часу. З причини поділу шкіл для хлопчиків і дівчат, однією з зіркових ролей стало втілення на шкільній сцені Зої Космодем'янської.

### Театральний шлях
Навчався у московському Інституті театрального мистецтва (ГІТІС) — майстерня Василя і Марії Орлових. Після закінчення в 1957 році акторського факультету повернувся до Львова, де працював актором у місцевому Театрі юного глядача, з 1 березня 1962 року — актор Державного республіканського театру юного глядача у Києві (Ігорьок у виставі «На канікулах», Чудовисько-принц у «Червоній квіточці», Сєва у виставі «Один страшний день», Жора Арутюнянц у «Молодій гвардії», Юрко Ков'якін в «Долі барабанщика», Фабьо з «Полум'я Пуерто-Сорідо», Віслючок Сімон у «Бразильському скарбі» тощо). По поверненню до Львова у якості режисера втілює постановки на сцені Театру юного глядача, створює театральну студію при Львівському палаці піонерів.
Можливості працювати в рідному місті йому не дали. Віктюк ставить у Калініні, з 1970 по 1974 роки працює у Російському драматичному театрі Литви у Вільнюсі. До вирішення конфліктної ситуації у підмосковному клубі, де адміністрація зривала репетицію його вистави на початку 1970-х, відгукнулися із допомогою Тарковський і Кончаловський. Перекази про його вистави ширяться Москвою впритул до 1977 року, коли відбувається й перша столична постановка — «Царське полювання» на сцені Театру імені Моссовєта. Художнім керівником за програмкою значився художній керівник театру Юрій Завадський, який на той час важко хворів і не дожив до прем'єри, проте встиг отримати цензурний дозвіл на постановку п'єси Леоніда Зоріна про події часів Катерини II. Виконавцями головних ролей Віктюк обирає Маргариту Терехову (Княжна Тараканова) та Леоніда Маркова (Олексій Орлов). Віртуозно вибудований дует забезпечив успіх виставі, широке знання про «режисера з провінції» у театральних колах Москви та заробітки спекулянтів на перепродажах «зайвих» квитків на виставу (доходило до п'яти рублів з кожного квитка).
Віктюк працював у Твері, Одесі, Києві, Таллінні, Саратові, Казані, Ризі, Ленінграді, Москві. У виставах Віктюка грали Ада Роговцева, Олена Образцова, Віра Васильєва, Аліса Фрейндліх, Марина Нейолова, Валентина Тализіна, Людмила Максакова, Алла Демидова і багато інших. За переказами Віктюк одночано міг репетирувати вистави у різних театрах — в одному давав завдання на прогін сцени, залишав свій піджак на спинці режисерського крісла, а сам тим часом був вже або в іншому московському театрі, або в іншому місті.
Своїх акторів Віктюк називав дітьми, вкладаючи в цю фразу сподівання на дитячий порятунок сучасного театру. Феномен гри був для нього головним знаряддям проти засилля вульгарності й побутової сірості, примітивності і грубості форми. Для визначення чоловічого та жіночого в акторах вдавався до використання вигаданих слів «чічірка» та «манюрка» — які згодом отримали поширення далеко за репетиційними залами Романа Віктюка.
|  | «Лише коли буваю у Львові чи в Києві, відчуваю себе нікому не потрібним. У Львові ж була еліта, була культура… І найгіршим є те, що «Полуботок» чи «Мотря» — це не є національне мистецтво, це — антинаціональне мистецтво. Це — страшна ілюзія, жахливий обман. Це ніяке не відродження…» |

Вишуканістю відрізнялися вже навіть ранні роботи режисера. Містика Гоголя проступає у телевиставі за класичною п'єсою «Гравці» (1978), коли Іхарєв (Олександр Калягін) у фіналі в істеричному припадку приклеюється до підлоги. У «Майстрі і Маргариті» не лишається місця карикатурних зображень та псевдоісторичності — все побудовано на прямому протистоянні зла і добра. Зло у виставах Віктюка розглядається під збільшувальним склом. І на думку постановника, єдиний порятунок можливий лише в самовідданій любові.
Гучний успіх прийшов до Віктюка після прем'єри «Покоївок» на сцені «Сатирикону». Після смерті Аркадія Райкіна театр шукав свій шлях — продовжували грати репертуар, а ночами репетирували нову виставу — п'єса із виразним присмаком абсурду французького драматурга Жана Жене про двох покоївок, які планують отруєння своєї господині. Проста, здавалося, історія у Віктюка відходить від основ Системи Станіславського та поєднує в собі цирк, танець, театр, кабаре та модний показ. Візуальна легкість та краса досягалася вигадливістю під час абсолютної театральної бідності — костюми шили з підкладкової тканини, боа Мадам зробили з сітки (висмикнувши поздовжні нитки), шубу шили із залишків (клеїли шматочки хутра на тканину). Балетний верстат було зварено мало ні з водопровідних труб, а сцену вистелели випадково знайденим пластик, який не ламався під ногами. Всі ролі виконували чоловіки: покоївки Костянтин Райкін та Микола Добринін, Мадам — Олександр Зуєв. На перший план виходять не стільки слова, скільки пластика акторів — хижа, безкісткова, небезпечна (над нею працювали Валентин Гнеушев та Алла Сігалова); обличчя вибілені; траєкторії руху яскравих спідниць ретельно прораховані. Перші дві вистави зіграли в серпні 1988 року, напередодні відпустки, майже без реклами. А вже у вересні був шалений наплив глядача, який мала стримувати кінна міліція, залишалися зламаними двері театру тощо. Вистава стала сенсацією театрального світу, була показана більш ніж в 30 країнах, зібрала колекцію найвищих театральних нагород, кілька років прикрашала репертуар театру «Сатирикон», а у подальшому постановка стала першою в Театрі Романа Віктюка, утвореному в 1991 році і зазнала другої редакції. Восени 2006 року Роман Віктюк відновити «Покоївок», а 18 вересня 2018-го вистава відмітила своє 30-річчя. Після «Покоївок» про Віктюка заговорили навіть ті, хто ніколи не бачив його вистав. Пародії на виставу вийшли в програмі Ігоря Угольникова «Оба-на!» (Серія «Відбір номерів для поїздки в Ізраїль», 1994), СТЕМ «Колобок в постановці Віктюка» показала у Вищій лізі КВК «Збірна Санкт-Петербурга» (1999).
Театрознавець Павло Руднєв відмічає, що «у театрі він знімав табу, він один з тих, хто раскрепостил, звільнив радянський театр в „перебудову“ від погано зрозумілої сором'язливості і втрати форми. В „Покоївках“ він змусив полюбити форму й перестати вже бачити у формі формалізм. Він ввів нервову, перверсивну, зламану лінію модерну до прямолінійного та скромного, стриманого театру. З його саду проросли квіти будяків, заїдливі лози, примхливі стебла ар нуво. Лінія гриму на обличчі Костянтина Райкіна в „Покоївках“ раз і назавжди переламала уявлення про красу в театрі. Віктюк розширював територію прекрасного».

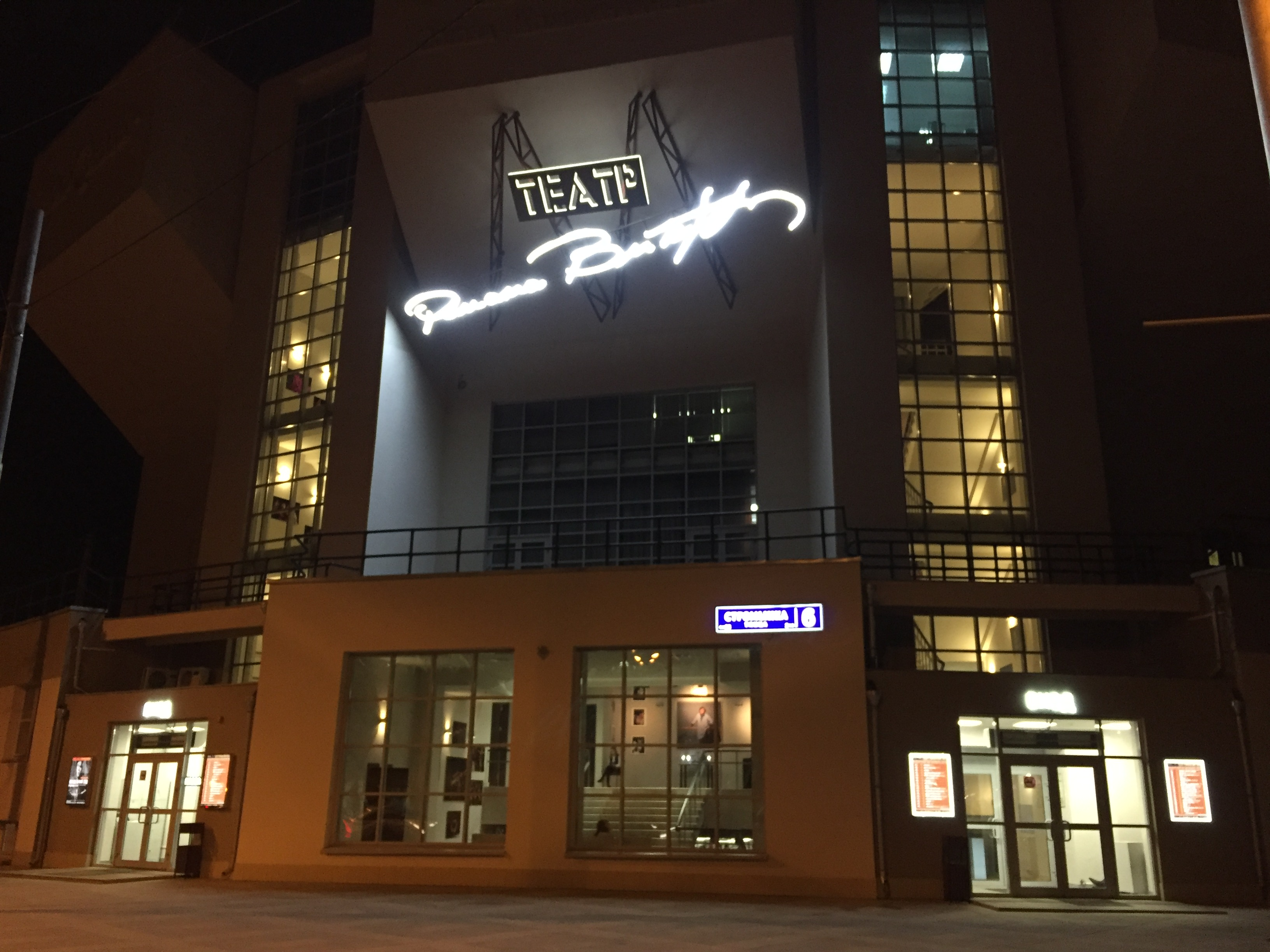
Театр Романа Віктюка

З «Покоївок» та «М.Батерфляй», власне, й виростає Театр Романа Віктюка. Тривалий час «безхатченко» Віктюк у 1991 року отримує під театр споруду колишнього ПК Русакова на Строминці, яке потребувало капітального ремонту, що тривав майже 20 років. На роль актора пекінської опери у виставі «М.Баттерфляй» Віктюк запросив унікального контртенора Еріка Курмангалієва, який співав власним голосом, подібним до жіночого. Закоханого французького дипломата зіграв Сергій Маковецький. Всі дивацтва взаємин персонажів п'єси американського драматурга Девіда Хуана Віктюк пропрацював з артистами настільки точно, що майже нічого дивним не здавалося.
Вистави Романа Віктюка — музичні. Він вчить чути музику, відчувати її, співвідносити емоції зі звучанням. В його виставах музика є основною складовою. Роман Віктюк, який розбирався в музиці, завжди влучно використовував її у своїх виставах. Духовні піснеспіви звучали у виставі «Украдене щастя» за Іваном Франком у МХАТі, у «Дамі без камелій» природно звучить «Травіата», у виставу «Ромео і Джульєтті» органічно вписана музика Прокоф'єва. Окрема музична партитура до вистави «Покоївки».
У загальному доробку режисера — близько 200 вистав. З найвідоміших — «Покоївки», «Федра», «М.Баттерфляй», «Лоліта», «Дама без камелій». Створив танцювальну школу в Італії, філіал театру в Ізраїлі тощо.
Віктюк вважав себе українцем, з Україною Віктюк був пов'язаний також участю в культурному й громадському житті. Був засновником (разом з Ігорем Подольчаком і Ігорем Дюричем) Фонду Мазоха (1991, Львів), брав участь в українських театральних, телевізійних проєктах.
На телебаченні як автор та ведучий робив передачу «Поетичний театр Романа Віктюка», у якості члена журі брав участь у «Привід опери» (Перший канал), «Танцюю для тебе» («1+1»).
Був народним артистом України і Росії, членом Інституту драматичного театру Італії, лауреатом театральної премії «Maratea» Центру європейської драматургії (1991), премії «Київська пектораль», премії спілки театральних діячів України «Тріумф», міжнародної премії Інституту італійської драми за найкраще втілення сучасної драматургії (1997).

### Педагогічна діяльність
Професор Роман Віктюк викладав в естрадно-цирковому училищі (відомі учні — Геннадій Хазанов, Юхим Шифрін, Валентин Гнеушев), випустив три курси в Російському інституті театрального мистецтва (відомі учні — Ростислав Колпаков, Павло Карташев, Андрій Шакун, Євген Лавренчук). Читав лекції з режисури й акторської майстерності в Росії, Україні, Італії. Викладав в Інституті театрального мистецтва, давав майстер-класи на курсах акторської майстерності й режисури при Польському театрі в Москві.

### Смерть

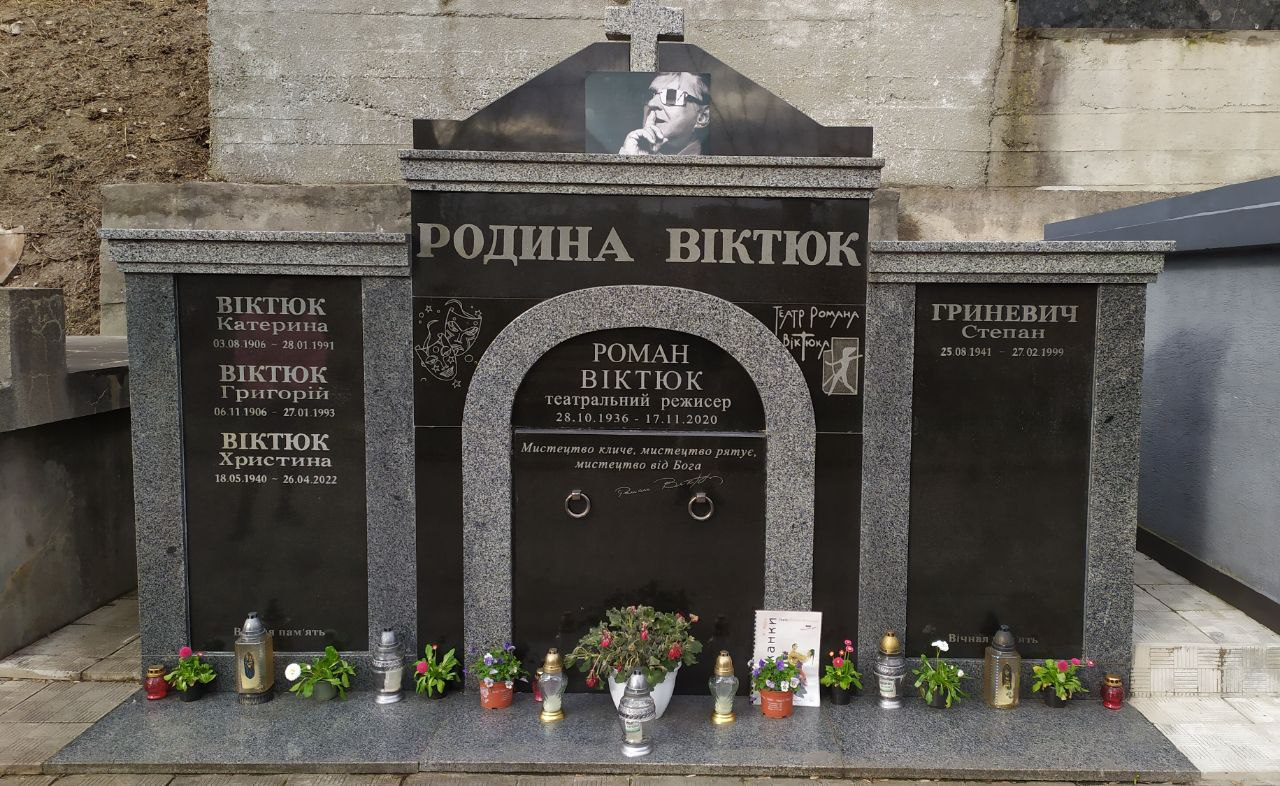
Гробівець Романа Віктюка та його родини на 70 полі Личаківського цвинтаря

27 жовтня 2020 року його госпіталізували з коронавірусом до московської клінічної лікарні імені братів Бахрушиних. Спочатку режисера помістили до відділення терапії, але його стан погіршився, і Віктюка перевели до реанімації.
17 листопада Роман Віктюк помер внаслідок перенесеного інсульту, спровокованого, ймовірно, саме коронавірусом.
Першими днями після повідомлення вийшли спогади про режисера українських журналістів Олега Вергеліса на сторінках газети «Дзеркало тижня», Ольги Стельмашевської та Миколи Жулинського в газеті «День», Дмитра Гордона на телеканалі «Україна 24», Сергія Проскурні й Анни Липківської на «UA: Радіо Культура», Віталій Портников на порталі «Історична правда».
Московська частина церемонії прощання з видатним режисером пройшла 20 листопада в театрі Романа Віктюка. Вечірній випуск програми «Андрій Малахов. Прямий ефір» на каналі «Росія-1» вийшов під заголовком «Головна таємниця Романа Віктюка».
23 листопада 2020 року церемонія прощання відбулася в Першому театрі Львова. Труну виносили під пісню «The Show Must Go On» Фредді Мерк'юрі. Відспівування і молитовний чин проведені в церкві святого Андрія, на площі Соборній. Потім похоронна процесія вирушила на Личаківський цвинтар, де Романа Віктюка поховали, згідно з його заповітом, у родинному гробівці на 70 полі. Церемонія прощання транслювалася в прямому ефірі Tvoemisto.tv.

## Визнання і нагороди
- 1992 — Премія України в галузі театрального мистецтва «Київська пектораль» — лауреат у номінації «Краща вистава драматичного театру» («Дама без камелій» за п'єсою Теренса Реттігана, Київський академічний російський драматичний театр ім. Лесі Українки)
- 2003, 5 червня — Заслужений діяч мистецтв Росії — за заслуги в галузі мистецтва[43]
- 2003 — Орден «За інтелектуальну відвагу»
- 2006, 27 жовтня — Народний артист України — за вагомий особистий внесок у розвиток вітчизняного театрального мистецтва, багаторічну плідну творчу працю та високі професійні досягнення[44]
- 2009, 23 листопада — Народний артист Росії — за великі заслуги в галузі театрального мистецтва[45]
- 2020 — Премія «Зірка театрала» в почесній номінації «Легенда сцени»[46]

## Погляди
2006 року Роман Віктюк заявив, що навіть у період тоталітаризму ніколи не ставив вистав, які б «обслуговували систему». Він також позитивно оцінив Помаранчеву революцію, назвавши її «духовним спалахом» і зазначив, що був вражений світлом і аурою людей, які вийшли на вулиці.
2012 року підписав відкритий лист із закликом до звільнення учасниць групи «Pussy Riot», висловив готовність поручитися за них.
2014 року, коментуючи російсько-українську війну на Донбасі, закликав місцевих жителів вимкнути телевізори, щоб у тиші розібратися, що відбувається, та рекомендував тим, хто не вважає себе громадянином України, дати країні спокій. Висловлювався за прийняття закону про захист тварин від жорстокого поводження.

## Пам'ять
Московський Театр Романа Віктюка з 20 до 28 жовтня 2021 року ініціював платні екскурсії у спальню-вітальню Романа Григоровича, до квартири режисера, що знаходиться за адресою: Москва, Тверська вулиця, 4.

## Театральні роботи

### Актор
Львівський ТЮГ імені М. Горького
- 1964 — «Сомбреро» за п'єсою Сергія Михалкова; реж. В. Шевченко — Шура Тичінкін
- «Я тебе знайду»; реж. Олександр Барсегян — Гліб Семеров[55]
- «Камінь-птаха»[55]

Київський театр юного глядача
- «Бразильський скарб» М. К. Машаду — Віслючок Сімон
- «Доля барабанщика» — Юрко Ков'якін
- «Молода гвардія» Олександра Фадєєва — Жора Арутюнянц
- «На канікулах» В. Любимова; реж. М. Єрецький — Ігорьок
- «На світанку» М. Єдлінського — кухарчук Івась
- «Один страшний день» за Ю. Сотником — Сєва
- «Полум'я Пуерто-Сорідо»; реж. М. Вельямінов — Фабьо
- «Червона квіточка» Андрія Ліперовського за казкою Сергієм Аксаковим; реж. М. Єрецький — Чудовисько-принц

### Режисер

#### Україна
Львівський ТЮГ імені Горького (1965 — 1968)
- 1965 — «Усе це не так просто» Георгія Шмельова[ru] за оповіданням «Щоденник» Лариси Інсарової[57][8]
- 1965 — «Коли зійде місяць» Наталі Забіли
- 1966 — «Фабричне дівчисько» Олександра Володіна
- 1966 — «Троє з одного міста» Володимира Токарєва
- 1967 — «Дон Жуан» Самуїла Альошина
- 1967 — «Сім'я» за п'єсою «Родина Ульянових» Івана Попова
- 1967 — «Страсті-мордасті» за Максимом Горьким
- 1967 — «До побачення, хлопчики!» за однойменною повістю[ru] Бориса Балтера
- 1967 — «Місто без любові» Лева Устинова

Одеський обласний академічний російський драматичний театр
- 1977 — «Самозванець» Лева Корсунского[58]
- 1981 — «Самозванець» Якова Костюковського[59]

Київський академічний російський драматичний театр ім. Лесі Українки
- 1987 — «Священні чудовиська» за п'єсою[fr] Жана Кокто[60][61][62][63]
- 1992 — «Дама без камелій» за п'єсою Теренса Реттігана[64]

Різні театри
- 1998, 21 лютого — «Бульвар Сан-Сет» за п'єсою Чарльза Брекет, Д. М. Маршалла, Біллі Вайлдера — антрепризний проєкт «G.A.L» — вистава створена до ювілею Ади Роговцевої[65][66]

#### Москва
МХАТ імені М. Горького
- 1976, 16 квітня — «Чоловік та жінка знімуть кімнату» Михайла Рощина[67][68]
- 1977 — «То була не п'ята, а дев'ята» Альдо Ніколаї
- 1982 — «Татуйована троянда» Теннессі Вільямса[59][69]
- 1982 — «Украдене щастя» Івана Франка[70] (радіоверсія вистави[71])
- 1988 — «Стара актриса на роль дружини Достоєвського» Едварда Радзинського

Театр імені Моссовєта
- 1976 — «Вечірне світло» Олексія Арбузова
- 1977 — «Царське полювання» Леоніда Зоріна[72]
- 1992 — «Містерія про ненароджену дитину» Сергія Коковкина

Студентський театр МДУ
- 1979 — «Уроки музики» Людмили Петрушевської[59][73]
- 1980 — «Вутине полювання» за п'єсою Олександра Вампілова[59]

Театр-студія БК «Москворечье»
- 1982 — «Чоловік та дружина» Альдо Ніколаї
- 1984 — «Дівчатка, до вас прийшов ваш хлопчик» («Чинзано») Людмили Петрушевської

Державний академічний театр імені Є. Вахтангова)
- 1983 — «Анна Кареніна» Михайла Рощина за романом Лева Толстого
- 1990 — «Уроки майстра» за п'єсою Девіда Паунелла
- 1990 — «Дама без камелій» за п'єсою Теренса Реттігана
- 1992 — «Соборяни» за романом Миколи Лєскова
- 1994 — «Я тебе більше не знаю, любий» за п'єсою Альдо де Бенедетті

Московський театр естради
- 1983 — «Очевидне та неймовірне» Аркадія Хайта
- 1987 — «Маленькі трагедії» Михайла Городинського

«Современник»
- 1986 — «Квартира Коломбіни» Людмили Петрушевської[59][60]
- 1987 — «Стіна» Олександра Галіна[ru]
- 1989 — «Дрібний біс» за романом Федора Сологуба
- 1993 — «Пекельний сад» за п'єсою Ренато Майнарді
- 2009, січень — «Сон Гафта, переказаний Віктюком» за п'єсою Валентина Гафта[75]

Перший московський обласний державний камерний театр
- 1987 — «Глибоке синє море» Теренса Мервіна Реттігана
- 1988 — «Чорний, як канарка» Альдо Ніколаї

Театр «Сатирикон» імені Аркадія Райкіна
- 1988 — «Покоївки» за однойменною п'єсою Жана Жене

Театральна компанія «Бал Аст»
- 2001 — «Наш Декамерон XXI» Едварда Радзинського
- 2003 — «Кармен» за п'єсою Людмили Улицької

Різні театри
- 1977 — «Вутине полювання» за п'єсою Олександра Вампілова (Московське естрадно-циркове училище)
- 1984 — «Браво, сатира!» за творами Михайла Жванецького (Московський театр мініатюр / Театр «Ермітаж»)[59]
- 1984 — «Хто боїться Вірджинії Вульф?» за однойменною п'єсою Едварда Олбі (Московський державний драматичний театр «Сфера»)[76]
- 1988 — «Федра» Марини Цвєтаєвої (Театр на Таганці, згодом — Театр «А» Алли Демидової)[77][60]
- 1989 — «Наш Декамерон» Едварда Радзинського (Московський драматичний театр імені М. Н. Єрмолової)[60]
- 1990 — «М.Баттерфляй» Девіда Генрі Хуана («Фора-театр»)[24]
- 1999 — «…але хмари…» Семюела Беккета (одноактний балет у бенефіс Алли Осипенко)
- 2000 — «Солодкоголосий птах юності», сцени з п'єси Теннессі Вільямса у бенефіс Тетяни Дороніної (Центральний будинок актора ім. А. А. Яблочкіної)[78]
- 2004 — «Шукачі перлів»[en] Жоржа Бізе (Нова Опера)
- 2005 — «Сергій та Айседора» за п'єсою Нонни Голікової («Теорема Продакшн»)
- 2006 — «Маленькі подружні злочини» Габриелі Запольської ("Театр-Медіа)
- 2012, 30 вересня — «Реквієм по Радамесу» Альдо Ніколаї (Московський академічний театр сатири)

#### Росія
Калінінський ТЮГ (1968 — 1969)
- «Мені хочеться бачити сьогодні тебе» за п'єсою Романа Віктюка
- «Чарівна ялинка» В. Ткаченка
- «Ми, джаз та привиди» Едмунда Нізюрского
- «Одним коханням менше» Андрія Кузнецова
- «Підступність і кохання» за п'єсою Фрідріха Шиллера

Театр комедії імені М. П. Акімова (Ленінград)
- 1977 — «Незнайомець» Леоніда Зоріна
- 1983 — «Підлесник» Карла Ґольдоні

Академічний театр імені М. Горького (Горький)
- 1987 — «Уроки музики» за п'єсами Людмили Петрушевської[59]
- 1988 — «Чорний, як канарка» Альдо Ніколаї[59]
- 1990 — «Любий, скільки отрути покласти тобі до кави?» Альдо Ніколаї
- «Уроки майстра» за п'єсою Девіда Паунелла[60]

Різні театри
- 1992 — «Покоївки» за однойменною п'єсою Жана Жене (друга редакція) (ПК Залізничників, Тула)
- 1994 — «Фердінандо» Аннібалле Руччелло (Молодіжний театр на Фонтанці, Санкт-Петербург)[79]
- 1995 — «Елеонора. Остання ніч у Піттсбурзі» Гюго де Кьярра (ТЮГ імені Брянцева, Санкт-Петербург)
- 1996 — «Butterfly, Butterfly…» Альдо Ніколаї (Театр на Василівському, Санкт-Петербург)[80]
- 2003 — «Іоланта» Петра Чайковського (Краснодарський музичний театр)
- 2009, 18 грудня — «Фуршет після прем'єри» Валентина Красногорова (Архангельський театр драми імені М. В. Ломоносова)[81]
- 2010, 5 травня — «До побачення, хлопчики!» Бориса Балтера (Алтайський крайовий театр драми імені В. М. Шукшина)

#### Світ
Литовський Російський драматичний театр (Вільнюс) (1971 — 1975)
- 1971, 29 січня — «Чорна кімната» Пітера Шеффера
- 1971 — «Валентин та Валентина» Михайла Рощина
- «Зустрічі та розставання» («Минулого літа в Чулимську») Олександра Вампілова
- 1972 — «Принцеса та дроворуб» за п'єсою Галини Волчек та Маргарити Мікаелян
- «Схожий на лева» Рустама Ібрагімбекова
- «Марія Стюарт» Юліуша Словацького
- «Кохання — книга золота» Олексія Толстого
- «Справа передається в суд» Олександра Чхаідзе
- «З коханими не розлучайтеся» Олександра Володіна
- «Продавець дощу»[en] Річарда Неша[en]
- 1988, 31 січня — «Уроки музики» Людмили Петрушевської[59]
- 1988, 20 жовтня — «Майстер і Маргарита» Михайла Булгакова[59]

Таллінський експериментальний театр-студія «У віадука»
- 1988 — «Майстер і Маргарита» за романом Михайла Булгакова
- 1988 — «Танго» Славомира Мрожека

Ризький театр російської драми
- 2001 — «Едіт Піаф» Ксенії Драгунської
- 2002 — «Марія Стюарт» Юліуша Словацького

Різні театри
- «Горе з розуму» Олександра Грибоєдова (Театр музичної комедії, Мінськ)
- 1983 — «Дрібний біс» за романом Федора Сологуба (Державний російський драматичний театр (Таллінн))[59]
- 1989 — «Рогатка» Миколи Коляди (San Diego Repertory Theatre[en], Сан-Дієго (Каліфорнія), США)
- 1991 — «Рогатка» Миколи Коляди (Театр м.Падуя, Італія)
- 1991 — «Татуйована троянда» Теннессі Вільямса (Об'єднаний шведсько-фінський театр, Гельсінкі)
- 1997 — «Саломея» за п'єсою Оскара Уайльда (Югославський драматичний театр[sr], Белград, Сербія)
- 2014 — «Життя і смерть товариша К.» Едварда Радзинського (Міський театр Гельсінкі)[82]

#### Театр Романа Віктюка
- 1991 — «Покоївки» за однойменною п'єсою Жана Жене (друга редакція)
- 1991 (друга редакція — 1995) — «Фердінандо» Аннібалле Руччелло
- 1992 — «Двоє на гойдалках» Вільяма Гібсона
- 1992 — «Лоліта» п'єса Едварда Олбі за романом Володимира Набокова
- 1993 — «Рогатка» Миколи Коляди
- 1994 — «Полонез Огінського» Миколи Коляди
- 1995 — «Кохання з придурком» Вітторіо Франческі
- 1996 — «Ох, метелику, метелику…» Альдо Ніколаї
- 1996 — «Філософія в будуарі» Маркіза де Сада
- 1997, 21 квітня — «Осінні скрипки» Іллі Сургучева
- 1997, жовтень — «Путани» Ніно Манфреді
- 1998 — «Саломея» за п'єсою Оскара Уайльда[83][84]
- 1999 — «Механічний апельсин» за романом Ентоні Берджеса[85]
- 1999 — «Пробудження весни» Франка Ведекінда
- 1999, грудень — «Антоніо фон Ельба» Ренато Майнарді[86]
- 2000, 5 листопада — «Едіт Піаф» Ксенії Драгунської
- 2000 (поновлення 5 травня 2007) — «Кіт у чоботях» Михайла Кузміна за мотивами казки Шарля Перро
- 2001, 25 листопада — «Майстер і Маргарита» за романом Михайла Булгакова
- 2002 — «Мою дружину звати Моріс» Раффі Шарта
- 2002, листопад — «Давай займемося сексом» Валентина Красногорова
- 2004, 1 січня — «Нетутешній сад. Рудольф Нурієв» Азата Абдулліна
- 2005 — «Коза, або Сільвія — хто ж вона ?» Едварда Олбі
- 2005, 20 червня — «Остання любов Дон Жуана» Еріка-Емануеля Шмітта
- 2006 — «Незбагненна жінка, що живе в нас» Ханока Левіна
- 2006 — «Покоївки» за однойменною п'єсою Жана Жене (третя редакція)
- 2007 — «Запах легкої засмаги» Данила Гурьянова
- 2008 — «Вісім люблячих жінок» за мотивами п'єси Робера Тома та фільму Франсуа Озона.
- 2009, 15 червня — «R&J» за мотивами п'єси Вільяма Шекспіра[87]
- 2009, 16 листопада — «Фердінандо» Аннібалле Руччелло[88]
- 2010, 28 жовтня — «Король-Арлекін» Рудольфа Лотара[en][89]
- 2011, 28 жовтня — «Підступність і кохання» за п'єсою Фрідріха Шиллера
- 2012, 1 серпня — «Сергій та Айседора» композиція за віршами та біографією Сергія Єсеніна та книзі «Моє життя» Ісідори Дункан
- 2012, 28 жовтня — «Маскарад маркіза де Сада» Андрія Максимова
- 2013, 28 жовтня — «Незрівнянна!» Пітера Квілтера[en]
- 2014, 27 жовтня — «Чорнобиль» за п'єсою «На початку і наприкінці часів» Павла Ар'є[90][91]
- 2015, 14 липня — «Федра» Марини Цвєтаєвої
- 2016, 28 жовтня — «І раптом минулого літа» Теннессі Вільямса
- 2017, 19 квітня — «Крила з попелу» Джона Форда
- 2017, 29 листопада — «Мандельштам» Дона Нігро[en]
- 2019, 1 березня — «Дрібний біс» за романом Федора Сологуба
- 2020, 5 березня — «Отруєна туніка» Миколи Гумільова[92][18]

## Фільмографія
| Рік  | Фільм                                  | Оригінальна назва                           | Виступає як | Виступає як | Жанр               | Примітки |
| Рік  | Фільм                                  | Оригінальна назва                           | Режисер     | Актор       | Жанр               | Примітки |
| ---- | -------------------------------------- | ------------------------------------------- | ----------- | ----------- | ------------------ | --- |
| ???  | Машенька                               |                                             | Ні          | Так         | Телевистава        | |
| 1976 | Вечірне світло                         | рос. Вечерний свет                          | Так         | Ні          | Телевистава        | За однойменною п'єсою Олексія Арбузова |
| 1978 | Гравці                                 | рос. Игроки                                 | Так         | Ні          | Телевистава        | За однойменною п'єсою Миколи Гоголя. В ролях: Олександр Калягін (Іхарєв), Валентин Гафт (Втішний), Леонід Марков (Швохнєв), Олександр Лазарєв (Кругель), Володимир Кашпур (Олексій), Борис Іванов (Глов-старший), В'ячеслав Захаров (Глов-молодший), Борис Дьяченко (Гаврюшки), Микола Пастухов (Замухришкін), Маргарита Терехова (Аделаїда Іванівна) |
| 1980 | Мені від любові спокою не знайти       | рос. Мне от любви покоя не найти            | Так         | Ні          | Телевистава        | Телевізійна композиція за мотивами творів «Приборкання норовливої», «Річард III», «Антоній та Клеопатра», «Отелло», «Гамлет» Вільям Шекспіра. В ролях: Маргарита Терехова та Еммануїл Віторган. |
| 1980 | Історія кавалера де Гріє і Манон Леско | рос. История кавалера де Гриё и Манон Леско | Так         | Ні          | Телевистава        | Телевізійна фільм-вистава за мотивами роману абата Прево. В ролях: Ігор Костолевський, Терехова Маргарита Борисівна, Збруєв Олександр Вікторович, Гафт Валентин Йосипович, Еммануїл Віторган, Юрій Яковлєв, Клара Бєлова, Борис Іванов, Андрій Степанов, Петро Смідович, Олег Чайка, Юрій Горін, Юхим Шифрін. |
| 1982 | Дівчинка, де ти живеш?                 | рос. Девочка, где ты живёшь?                | Так         | Ні          | Телефільм          | За п'єсою «Райдуга взимку» Михайла Рощина. |
| 1985 | Довга пам'ять                          | рос. Долгая память                          | Так         | Ні          | Телефільм          | За мотивами повісті «Вулиця молодшого сина» Лева Кассіля та Макса Поляновського (фільм про піонера-героя Володю Дубініна. |
| 1989 | Татуйована троянда                     | рос. Татуированная роза                     | Так         | Ні          | Телевистава        | Телеверсія вистави МХАТ імені М. Горького за однойменною п'єсою Теннессі Вільямса (Головна редакція літ.-драм. програм ЦТ). |
| 1990 | Де мій театр? Роман Віктюк             | рос. Где мой театр? Роман Виктюк            | Ні          | Так         | Телефільм          | Фільм-монографія присвячений творчості театрального режисера Романа Віктюка. Включені фрагменти репетиції вистав Горьковського академічного театру драми ім. М.Горького — за п'єсою Д.Поунелла «Уроки майстра», Московського театру ім. М. Н. Ермоловой — за п'єсою Е.Радзинського «Наш Декамерон», театру «Современник» — за п'єсою Л. Петрушевської «Квартира Коломбіни», Московського театру драми і комедії на Таганці — за п'єсою М. Цвєтаєвої «Федра», Київського драматичного театру ім. Лесі Українки — за п'єсою Ж. Кокто «Священні чудовиська». Виробництво «Союзтелефільм». Автор сценария — Н. Шехтер, режисер — Вадим Зобін. |
| 1993 | Батерфляй                              | рос. Баттерфляй                             | Ні          | Так         | Документальне кіно | Документальний фільм про Романа Віктюка — знімальна група протягом шести місяців їздила за режисером від Львова до Нью-Йорка; режисер Олексій Учитель за сценарієм Олексія Учителя та Дуні Смірнової. Нагороди: I приз за найкращий повнометражний фільм IV Відкритого фестивалю неігрового кіно «Росія». |
| 2000 | Ростов-тато                            | рос. Ростов-папа                            | Ні          | Так         | Телесеріал         | Нотаріус у телесеріалі Кирила Серебреннікова (новела «Синок»). |
| 2001 | Кінець століття                        | рос. Конец века                             | Ні          | Так         | Художній фільм     | Лікар-психотерапевт Хенрік Станковський у фільмі Костянтина Лопушанського. |
| 2006 | Уроки майстра                          | рос. Уроки мастера                          | Ні          | Так         | Телефільм          | До дня нарождения Романа Віктюка на каналі «ТВ Центр» (реж. Ігор Волосецький) |
| 2008 | Роман Карцев. Бенефіс                  | рос. Роман Карцев. Бенефис                  | Так         | Ні          | Телевистава        | Телеверсія вистави Романа Карцева за творами Михайла Жванецького. |
| 2017 | Фізрук                                 | рос. Физрук                                 | Ні          | Так         | Телесеріал         | Камео у серіалі каналу ТНТ (гість на похованні у 15 серії 4 сезону). |

### Статті
- Виктюк Р. Проверка на призвание: Ирина Мирошниченко // Мой любимый актёр: Писатели, режиссёры, публицисты об актёрах кино: сб. / Сост. Л. И. Касьянова. — М.: Искусство, 1988. — С. 75—90. (рос.)

### Книги
- Виктюк Р. Роман с самим собой. — М.: Подкова, 2000.  — 484 с. — ISBN 5-94663-057-1 рецензія; 2-е изд.: Зебра Е, 2005. — ISBN 5-94663-196-9. (рос.).

### Музика
- 1997 — «Музыка в спектаклях Романа Виктюка» (Студия «Аудиотеатр Асфара Фараджиева»)[100]